# Mura romane di Cordova

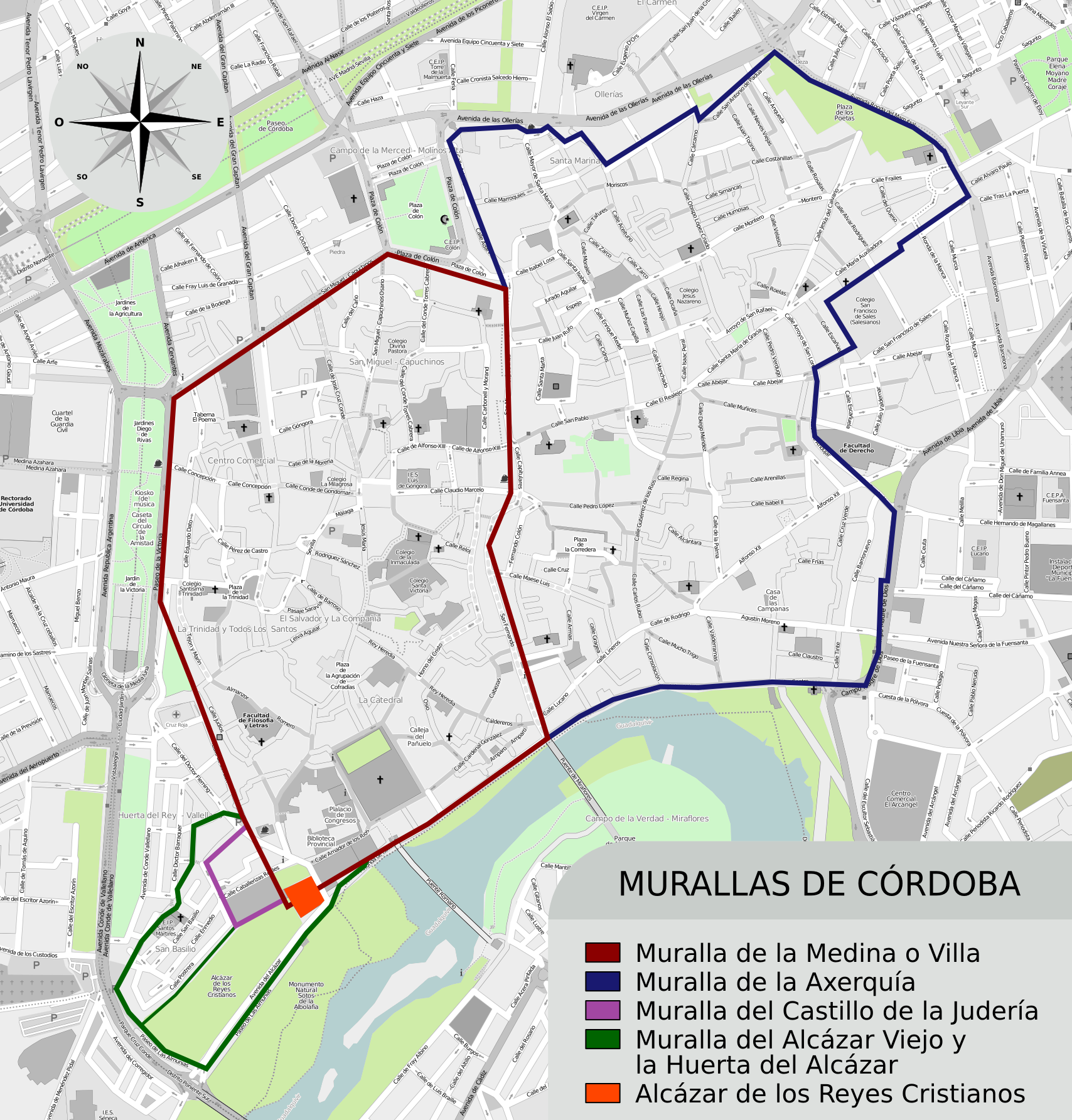
Mura di Cordova: le mura romane sono quelle in rosso scuro

Le mura romane che un tempo circondavano Cordova furono costruite dopo la conquista della città da parte dei Romani nel 206 a.C., che la resero parte della Repubblica romana. Le mura fanno oggi parte del centro storico di Cordova, patrimonio mondiale dell'UNESCO.

## Descrizione

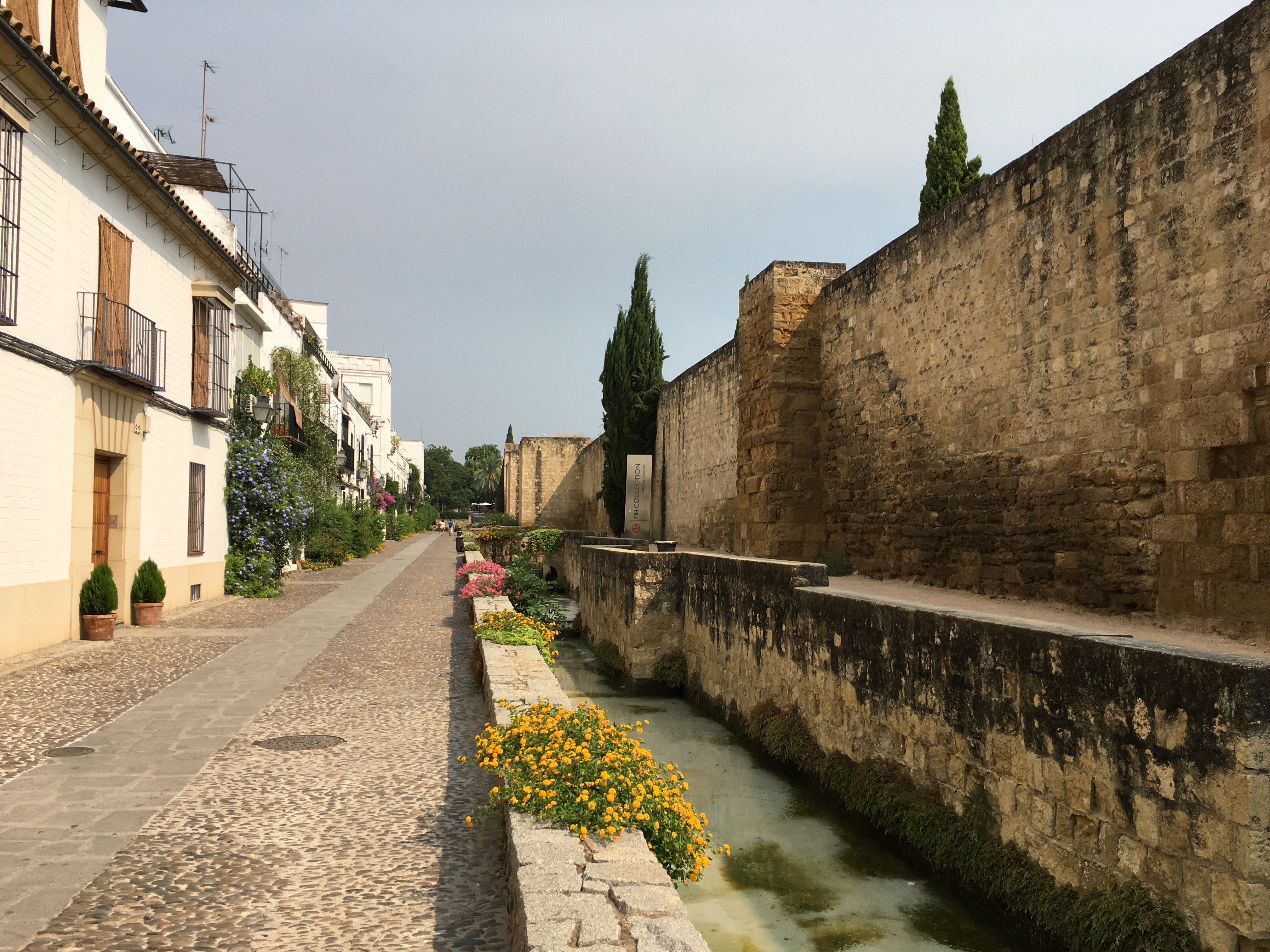
Mura della città

Costruite dai Romani subito dopo la conquista di Cordova a protezione della città, le mura si estendevano per oltre 2,5 km e la circondavano completamente. Realizzate in pietra accuratamente tagliata erano alte 3 metri e avevano un muro interno alto 1,20 metri che fiancheggiava uno spazio di circa 6 metri pieno di macerie. Lungo le mura si trovavano anche diverse torri semicircolari.
Sotto Augusto le mura meridionali vennero demolite per estendere i confini della città fino al Guadalquivir e oggi ne rimangono alcuni resti nell'Alcázar, nei pressi del ponte romano e lungo l'Avenida de la Ribera, oltre che nella strada accanto al tempio romano.